# Ji Han-sol
Ji Han-sol (en hangul, 지한솔; Busan, 21 de noviembre de 1994), conocido simplemente como Hansol (en hangul, 한솔), es un cantante, rapero y bailarín surcoreano. En 2012 se unió a S.M. Entertainment después de una exitosa audición en S.M. Casting System, por sugerencia de Jonghyun, siendo anteriormente un aprendiz de Key East Entertainment. Se hizo conocido por haber formado parte del grupo de entrenamiento SM Rookies de diciembre de 2013 a octubre de 2017.

## Carrera
Hansol fue introducido como parte del grupo de entrenamiento de predebut SM Rookies, de S.M. Entertainment, a principios de diciembre de 2013. En julio de 2014, protagonizó el vídeo musical de la canción «Shine» de J-Min. De agosto a octubre de 2014, apareció en el programa EXO 90:2014. En abril de 2016, apareció en el reality show NCT Life in Bangkok. Apareció en el vídeo musical de «Switch» de NCT 127, lanzado en diciembre de 2016.
De 25 a 27 de agosto de 2017, trabajó con Taemin en su gira, Off-sick, como uno de sus bailarines. En septiembre, apareció en el vídeo musical de la canción «I Need U» de Lay. El 1 de octubre de 2017, se confirmó su participación en el programa de supervivencia de KBS, The Unit. Además, confirmó haber firmado un contrato exclusivo con J-FLO Entertainment, dejando de ser miembro de SM Rookies y consecuentemente un artista de S.M. Entertainment. El programa con estreno previsto para el 28 de octubre con un total de 14 episodios, tuvo el objetivo de dar una oportunidad a los ídolos que debutaron, pero que no lograron obtener el éxito que querían. El 13 de octubre, antes del estreno del programa, se lanzó el vídeo musical de la canción «마이 턴 (My Turn)» interpretada por sus 126 competidores iniciales. Días después fue lanzado el vídeo musical de la canción «빛 (Last One)», interpretada solo por los participantes masculinos del programa. Su primera aparición en el programa ocurrió en el tercer episodio interpretando «Goodbye» de Taemin. Después de su presentación Taemin lo elogió diciendo: «Creo que has dado más pasión que el 100% que acostumbras a dar. Me gusta el estilo y la vibración que tienes. Sería bueno si desarrollas esos puntos.» En noviembre de 2017, fue presentado como miembro del grupo Newkidd integrando la subunidad Lemme Spoil U. El 30 de noviembre la primera subunidad del grupo lanzó la canción de predebut «Will You Be Ma» que describe un amor unilateral.
En enero de 2018, lanzó la canción «All Day» como parte del grupo Hoonnam's, formado para la cuarta misión de The Unit. El grupo que representaba el «Equipo amarillo» tuvo la oportunidad de grabar un vídeo musical como un beneficio por haber ganado la misión. Hoonnam's presentó la canción en Music Bank el 19 de enero. En el último episodio de The Unit, transmitido el 10 de febrero de 2018, Hansol se clasificó en la sexta posición con 78 504 votos, convirtiéndose en uno de los nueve miembros masculinos finales del programa que componen el nuevo grupo UNB.

## Patrocinios
En noviembre de 2017, Hansol se convirtió en el modelo de la marca de cosméticos Keep Cool. Un representante de la marca afirmó: «Hansol con su espléndido baile y actuación en The Unit, conquistó un fandom joven, y también encaja perfectamente con la Keep Cool, que rápidamente se convertirá en una marca global».

## Discografía
| Año               | Título                                             | Álbum             |
| Otras apariciones | Otras apariciones                                  | Otras apariciones |
| ----------------- | -------------------------------------------------- | ----------------- |
| 2017              | «마이턴 (My Turn)» (con varios artistas)           | Sin álbum         |
| 2017              | «빛 (Last One)» (con varios artistas)              | Sin álbum         |
| 2018              | «All Day» (como parte de Hoonnam's)                | THE UNI+ B STEP 1 |
| 2018              | «Dancing With The Devil» (como parte de Team Plus) | THE UNI+ FINAL    |
| 2018              | «Present» (con varios artistas)                    | THE UNI+ FINAL    |

## Filmografía

### Televisión
| Año     | Título              | Cadena        | Notas                   |
| ------- | ------------------- | ------------- | ----------------------- |
| 2014    | EXO 90:2014         | Mnet          | Recurrente              |
| 2016    | NCT Life in Bangkok | Naver TV Cast | Recurrente              |
| 2017–18 | The Unit            | KBS2          | Concursante (6.º lugar) |

### Apariciones en vídeos musicales
| Año               | Cancióno           | Artista(s)          | Notas                     |
| ----------------- | ------------------ | ------------------- | ------------------------- |
| 2014              | «Shine»            | J-Min               |                           |
| 2016              | «Switch»           | NCT 127 feat. SR15B | Como parte de SM Rookies. |
| 2017              | «I Need U»         | Lay                 |                           |
| Otras apariciones |                    |                     |                           |
| 2017              | «마이턴 (My Turn)» | Varios              | Como parte de The Unit    |
| 2017              | «빛 (Last One)»    | Varios              | Como parte de The Unit    |
| 2018              | «All Day»          | Varios              | Como parte de The Unit    |